# Opposites Attract
《Opposites Attract》是美國女歌手寶拉·阿巴杜在1989年11月發行的單曲，這首單曲曾在美國單曲榜摘下三週冠軍，它亦是寶拉·阿巴杜第四首全美冠軍單曲。

## 資料

### 單曲簡介
〈Opposites Attract〉是從寶拉·阿巴杜首張專輯《永遠是你的女孩》（英語：Forever Your Girl）中所推出的第六首也是最後一首單曲，前五首發行的單曲為〈Knocked Out〉（第41名）、〈(It's Just) The Way That You Love Me〉（第88名）、〈Straight Up〉（三週冠軍）、〈Forever Your Girl〉（兩週冠軍）、〈Cold Hearted〉（一週冠軍）和〈(It's Just) The Way That You Love Me〉（二度推出單曲，成績為第3名）。在寶拉·阿巴杜這張專輯當中，〈Opposites Attract〉距離第一首單曲發行的時間已經達一年半之餘。
〈Opposites Attract〉是首熱鬧輕快的黑人嘻哈舞曲，在歌曲中出現的男聲是The Wild Pair。和專輯中其它舞曲一樣，〈Opposites Attract〉亦是首節拍輕重分明，旋律好聽易記的商業作品。

### 音樂影片
〈Opposites Attract〉的音樂影片洋溢著愉悅歡樂氣氛，透過電腦動畫的技術合成，寶拉·阿巴杜和卡通貓先生（MC Skat Kat）兩人一同共舞。在1989年當時的音樂影片中，整部都以卡通動畫方式來呈現的作品為數不多，因此〈Opposites Attract〉在當時是一首標新立異且話題性十足的作品。

### 商業成績
在〈Opposites Attract〉發行單曲之前，〈(It's Just) the Way That You Love Me〉二度推出新版本單曲，此時正適逢寶拉·阿巴杜在全美國的超高人氣，結果立刻超越首次發行時第88名的劣績，新成績大跳躍至第3名。〈Opposites Attract〉在進榜首週成績雖然不理想，僅第72名，但在寶拉·阿巴杜上節目宣傳以及這支音樂影片連續放送的情況之下，這首單曲成績持續的向前挺進，1990年2月10日終於摘下美國單曲榜的三週冠軍寶座，成為這張專輯中的第四首冠軍單曲，寶拉·阿巴杜也因而成為史上第一位能在首張專輯締造4首冠軍曲的女藝人。
〈Opposites Attract〉在英國單曲榜獲得亞軍，是寶拉·阿巴杜在英國成績最好的單曲。

### 獎項評價紀錄
〈Opposites Attract〉在1991年獲得第33屆葛萊美獎最佳音樂錄影帶及短片獎（Best Music Video - Short Form），這是寶拉·阿巴杜第一次也是至今唯一的一次獲得葛萊美獎。

### 歌曲改編
〈Opposites Attract〉亦有被改編成張立基（feat. 黎明詩）的《異性相吸》。